# Елктон (Орегон)
Елктон (енгл. Elkton) град је у америчкој савезној држави Орегон.

## Демографија
По попису из 2010. године број становника је 195, што је 48 (32,7%) становника више него 2000. године.
| Група             | 2000.       | 2010.       |
| Белци             | 134 (91,2%) | 175 (89,7%) |
| Афроамериканци    | 0 (0,0%)    | 0 (0,0%)    |
| Азијати           | 0 (0,0%)    | 0 (0,0%)    |
| Хиспаноамериканци | 6 (4,1%)    | 17 (8,7%)   |
| Укупно            | 147         | 195         |